# Lisa Mitchell
Lisa Helen Mitchell, née le 22 mars 1990, est une chanteuse et compositrice australienne d'origine anglaise qui a grandi à Albury, en Nouvelle-Galles du Sud.  

## Biographie
Elle vit actuellement à Melbourne et travaille sur son quatrième album studio. Mitchell a terminé à la sixième place de la saison 2006 d'Australian Idol. Son extended play Said One to the Other (4 août 2007), a atteint un record sur iTunes en Australie et elle a signé par la suite avec l'éditeur londonien Little Victories, filiale de Sony/ATV. En 2008, Mitchell s'installe au Royaume-Uni où elle enregistre son premier album studio, Wonder (31 juillet 2009), qui culmine à la sixième place du classement des albums d'ARIA charts,. 
À la suite de cet album, elle est davantage popularisée en Europe par la diffusion de son titre « Neopolitan Dreams ». La chanson est aussi bien médiatisée dans des spots publicitaires que comme musique de jeu vidéo. La version instrumentale figure ainsi dans les bandes-sons de la version PSP de Little Big Planet.
Elle remporte en 2009 le Australian Music Prize. Elle est depuis retournée en Australie où elle vit désormais à Melbourne. Son deuxième album, Bless This Mess, sortie le 12 octobre 2012 a atteint la septième position du classement national. En mars 2015, le dernier single de Mitchell Wah Ha a été remixé par le trio de musique électronique Seekae. Son troisième album, Warriors, est sorti le 16 octobre 2016 et a ainsi débutée dans le Top 10 du classement des albums ARIA.

## Discographie
Albums en studio
- 2008 : Wonder
- 2012 : Bless This Mess
- 2016 : Warriors
- 2022 : A Place to Fall Apart